# The Incredible Hulk: Ultimate Destruction
The Incredible Hulk: Ultimate Destruction é um jogo eletrônico de ação-aventura em mundo aberto desenvolvido pela Radical Entertainment e baseado no super-herói Hulk da Marvel Comics. O jogo foi lançado em 24 de agosto de 2005 nos Estados Unidos e em 09 de setembro de 2005 na Europa.

## Jogabilidade
O jogador controla o Hulk em um ambiente de mundo aberto no qual o jogador pode visitar a maioria dos locais e interagir com o ambiente enquanto não estiver envolvido em missões. Os chefes do jogo incluem Devil Hulk e Mercy, e o principal vilão do jogo é o Abominável. Com "Movimento Imparável", o Hulk pode atravessar paredes e outras superfícies verticais, escalar qualquer parede, cavar os dedos em concreto, saltar alturas enormes e distâncias tudo sob o controle do jogador. As habilidades de combate do Hulk também refletem esse aumento de poder; carros e ônibus são simplesmente esmagados fora do caminho enquanto ataques totalmente carregados vão lançar veículos, inimigos e pedestres azarados no ar. No seu mais poderoso, o Hulk pode realizar um dos cinco ataques ultra-poderosos de Devastator, incluindo o "Critical Atomic Slam" e o "Critical Thunderclap". Estes ataques irão eliminar os inimigos por um raio de vários blocos, achatar edifícios inteiros e causar danos maciços aos inimigos.
O jogo inclui o talento de voz de Ron Perlman, Richard Moll e Neal McDonough, que reprisa o seu papel de Bruce Banner, que começou pela primeira vez na série animada de 1996, The Incredible Hulk.

## Recepção
The Incredible Hulk: Ultimate Destruction recebeu críticas "favoráveis" em todas as plataformas de acordo com o site Metacritic.
GameSpot elogiou os gráficos do jogo, som, lutas de chefes, movimentos e personalização de armas, mas criticou a história, inimigo IA e dificuldade. A IGN elogiou muito os gráficos do jogo e a jogabilidade, afirmando: "O conjunto de movimentos faz com que o Spider-Man 2 pareça com o Super Mario Bros. e as lutas de chefes estão entre as mais satisfatórias deste ano. Variedade de missão poderia ter sido melhor, embora."
CiN Weekly deu-lhe uma pontuação de 93 de 100 e chamou-lhe "um jogo quase infinitamente divertido com toneladas de diversão e destruição gratuita." Maxim deu-lhe uma pontuação de oito de dez, elogiando-o por "uma história atraente, escrita pelo ex-escritor do Hulk, Paul Jenkins, que dá ao cara grande uma razão para usar suas consideráveis habilidades esmagadoras." The Sydney Morning Herald também deu quatro estrelas de cinco e afirmou que "Enquanto as batalhas podem ficar exaustivamente repetitivas, a maioria de jogadores terão o divertimento monstruoso." The Times também deu à versão PS2 quatro estrelas de cinco e declarou: "Arrancar os helicópteros do céu pode ser imensamente gratificante, como poder agarrar um punhado de árvores para lançar ao redor como dardos, condenando as consequências."